# Thái Thị Khẩu

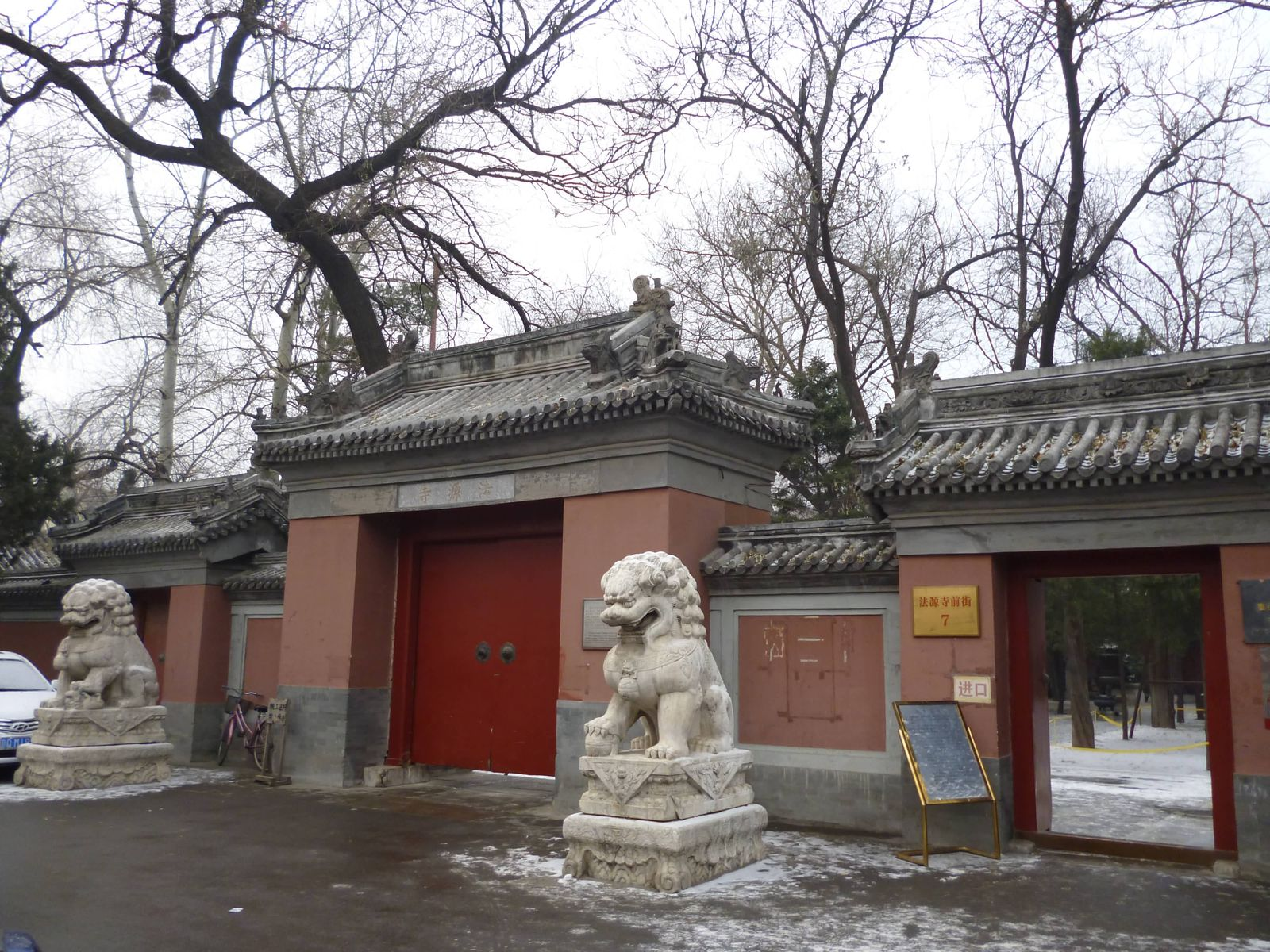

Thái Thị Khẩu (tiếng Trung: 菜市口; bính âm: Càishìkǒu) là một khu phố ở Bắc Kinh, nằm ở quận Tây Thành.
Một phần của nó, được gọi là Pháp trường Thái Thị Khẩu (菜市 口 法场), là nơi hầu hết các cuộc trừng phạt kinh đô của Bắc Kinh được thực hiện trong thời nhà Thanh và được mở cửa cho công chúng xem.
Thái Thị Khẩu được phục vụ bởi Ga Thái Thị Khẩu, trên các tuyến số 4 và 7 của Tàu điện ngầm Bắc Kinh.